# Micul rombihexaedru
În geometrie micul rombihexaedru este un poliedru uniform neconvex, cu indicele U18. Are 18 fețe (12 pătrate și 6 octogoane), 48 de laturi și 24 de vârfuri. Având 18 fețe, este un octadecaedru.
Este reprezentat prin diagramele Coxeter–Dynkin  (cu acoperire dublă a pătratelor), respectiv  (cu acoperire dublă a octogoanelor). Figura vârfului este un patrulater autointersectat. Un poliedru neconvex are fețe care se intersectează care nu reprezintă muchii sau fețe noi. Doar cele marcate cu sfere aurii sunt vârfuri, iar cele cu linii argintii sunt laturi.
Are simbolul Wythoff 3/2 2 4 |.

## Mărimi asociate

### Coordonate carteziene
Având același aranjament al vârfurilor cu rombicuboctaedrul, coordonatele carteziene ale vârfurilor, centrat în origine, cu lungimea laturii de 2, sunt toate permutările ale
{\displaystyle \left(\,\pm 1,\,\pm 1,\,\pm (1+{\sqrt {2}})\,\right).}

### Rază circumscrisă
Raza circumscrisă pentru lungimea laturii de 1 unitate este dată de relația:
{\displaystyle R={\frac {1}{2}}{\sqrt {5+2{\sqrt {2}}}}\approx 1,398966.}

### Volum
Următoarea formulă pentru volum V este stabilită pentru lungimea laturilor tuturor poligoanelor (care sunt regulate) a:
{\displaystyle V=4\,a^{3}.}

## Poliedre înrudite
Are în comun aranjamentul vârfurilor cu hexaedrul trunchiat stelat. În plus, are în comun aranjamentul laturilor cu rombicuboctaedrul convex (având 12 fețe pătrate în comun) și cu micul cubicuboctaedru (având fețele octogonale în comun).
| Rombicuboctaedru | Micul cubicuboctaedru | Micul rombihexaedru | Hexaedrul trunchiat stelat |

Poate fi construit prin amestecul de tip sau exclusiv a trei prisme octogonale.

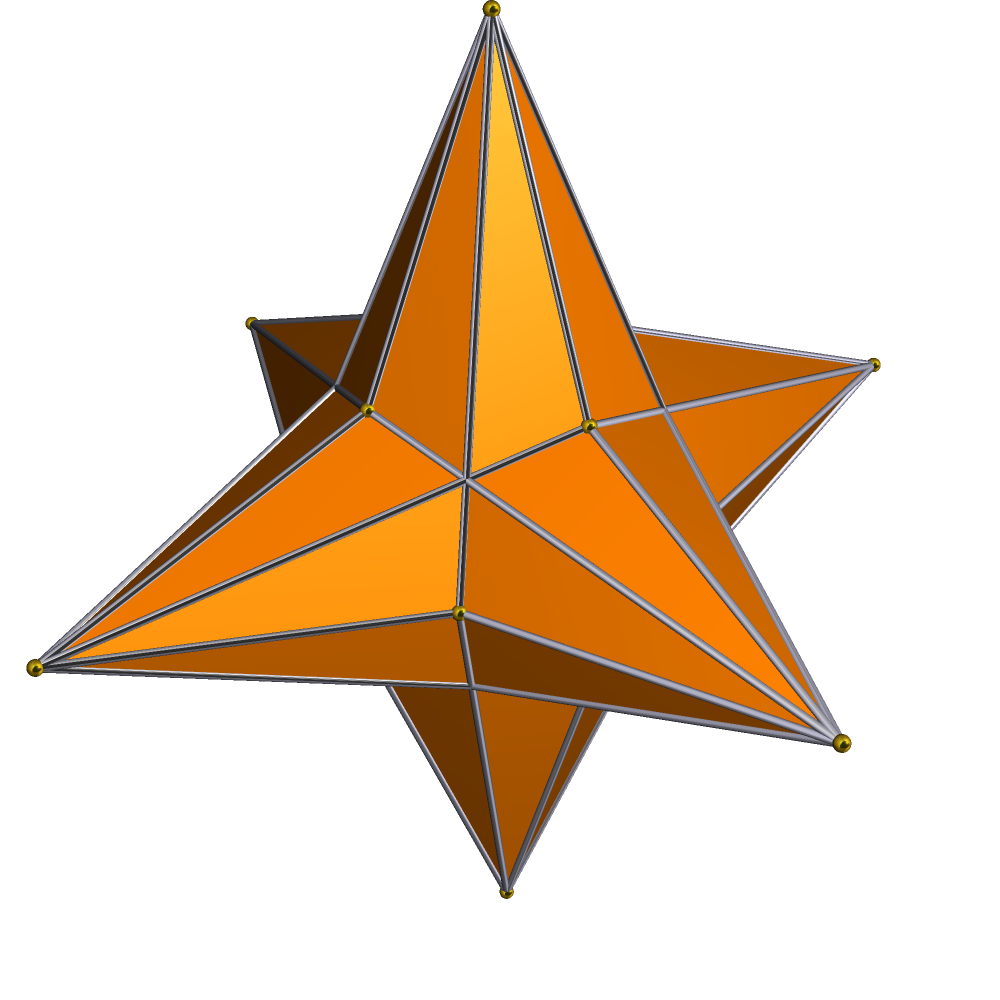
Dual: Micul rombihexacron

### Poliedru dual
Dualul său este micul rombihexacron.